# RSS-агрегатор
RSS-агрегатор — клиентская программа или веб-приложение для автоматического сбора сообщений из источников, экспортирующих в форматы RSS или Atom, например, заголовки новостей, блогов, подкастов и видеохостингов.

## Принцип работы
Пользователь вносит в агрегатор адреса интересующих его источников либо выбирает из предлагаемых агрегатором. Далее агрегатор самостоятельно с заданным интервалом или по требованию пользователя проверяет источники на наличие обновлений, и в случае их наличия уведомляет пользователя об обновлениях, после чего пользователь имеет возможность ознакомиться с ними.

## Типы агрегаторов
RSS-агрегаторы бывают двух типов: программные и веб-агрегаторы. Задачи их одинаковы — получение обновлений из интересующих пользователя RSS-источников.

### Программный агрегатор
Это отдельная программа или встроенный в браузер, почтовый клиент или даже операционную систему модуль. Браузеры Opera, Firefox (до Firefox 63) и Internet Explorer (с версии 7.0) поддерживают агрегацию. Кроме этого, существуют узкоспециализированные RSS-агрегаторы. Например, iTunes — агрегатор для подкастов.

### Веб-агрегатор
Агрегатор, являющийся веб-приложением, и расположенный на каком-либо сервере в Интернете, таким образом, к нему можно получать доступ с любого компьютера, подключенного к Интернету.
Примеры таких агрегаторов: Google Reader (закрыт 15 июля 2013 года), Feedly, Яндекс.Лента, My Yahoo.